# Zaklopača (Grocka)
Zaklopača (Servisch cyrillisch Заклопача) is een plaats in de Servische gemeente Grocka. De plaats telt 2252 inwoners (2002).